# Palacio de Justicia del Condado de Knox (Nebraska)
El Palacio de Justicia del Condado de Knox (en inglés, Knox County Courthouse) es un edificio de gobiernbo ubicado en Center, Nebraska, la sede del condado de Knox .
Después de una serie de cinco elecciones para determinar un asiento de condado, Center, ubicado en dos campos de maíz en el centro geográfico del condado, fue seleccionado en 1901 como asiento de condado. Un primer palacio de justicia fue construido en 1902. El palacio de justicia actual se construyó de febrero a octubre de 1934. Además de los $50,000 recaudados por el condado de impuestos, el palacio de justicia fue el primer edificio público en Nebraska que se construyó con fondos y trabajadores de la Administración de Obras Civiles y la Administración Federal de Ayuda de Emergencia .
El 5 de julio de 1990, el Palacio de Justicia fue agregado al Registro Nacional de Lugares Históricos .